# Kaiser-Wilhelm-Institut für Anthropologie, menschliche Erblehre und Eugenik

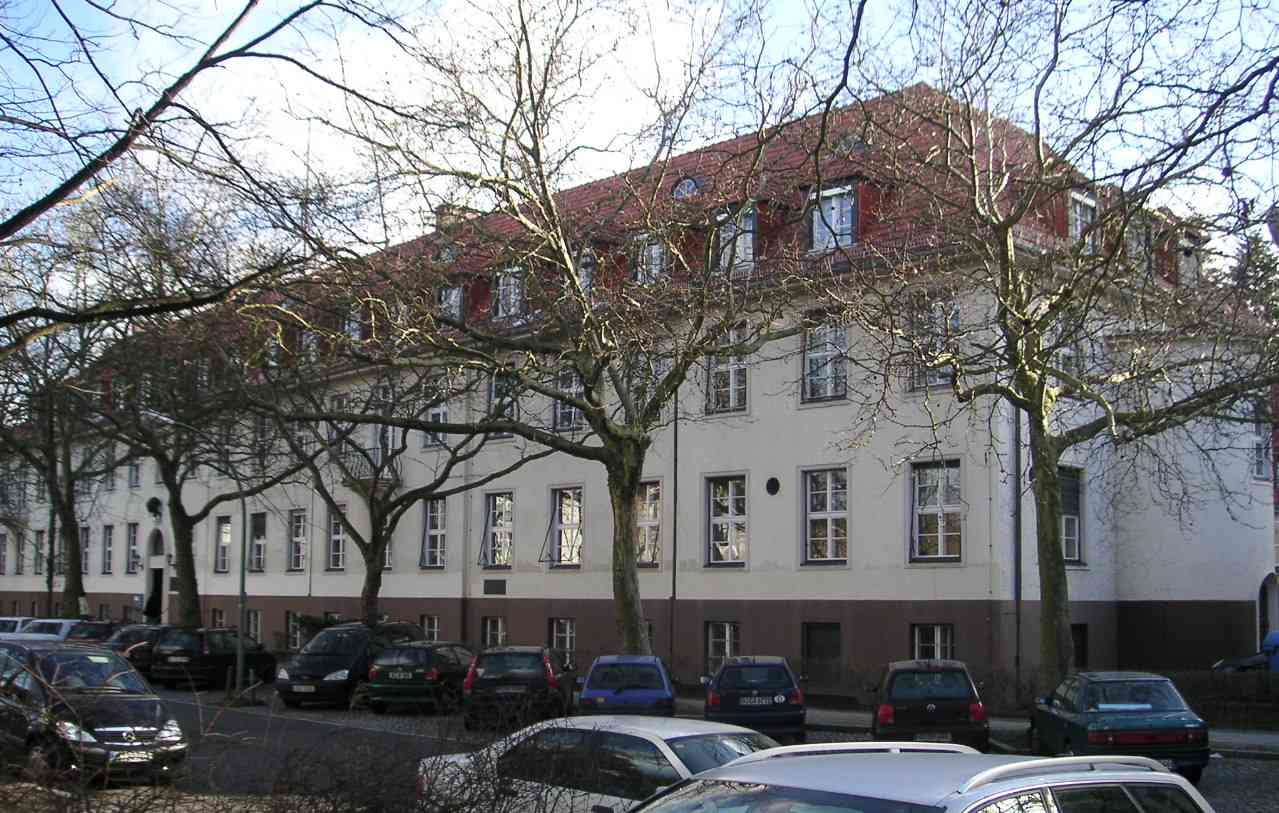
Gebäudeansicht (2005)

Das Kaiser-Wilhelm-Institut für Anthropologie, menschliche Erblehre und Eugenik (KWI-A) wurde 1927 in Berlin-Dahlem als Einrichtung der Kaiser-Wilhelm-Gesellschaft gegründet und bestand bis zum Kriegsende 1945. Das Institut lieferte die wissenschaftliche Legitimation für die nationalsozialistische Rassenpolitik und war an zahlreichen NS-Staatsverbrechen beteiligt. Das Institutsgebäude Ihnestraße 22 wird heute vom Otto-Suhr-Institut der Freien Universität Berlin genutzt.

## Entstehung
In der Weimarer Republik formierte sich eine breite rassenhygienische Bewegung, die mit gezielter Bevölkerungspolitik eine „Degeneration“ des deutschen Volkes abwenden wollte. Schon 1922 hatten prominente Wissenschaftler die Einrichtung eines rassenkundlichen Instituts in Deutschland gefordert. Adolf von Harnack, der Präsident der Kaiser-Wilhelm-Gesellschaft, unterstützte die Einrichtung eines wissenschaftlichen Zentrums für „Anthropologie, menschliche Vererbungslehre und Eugenik“ mit der Begründung, Deutschland müsse mit Schweden, den USA, Frankreich und Großbritannien gleichziehen. Die Einrichtung des Instituts wurde von einer breiten Koalition getragen – von den Sozialdemokraten über das katholische Zentrum bis hin zum äußersten rechten Rand des Parteienspektrums. Das Institut unter der Leitung von Eugen Fischer wollte eine disziplinenübergreifende „Leitwissenschaft vom Menschen“ entwickeln und sich bewusst von „politischen Eiferern und Dilettanten in der Rassenhygiene-Bewegung“ absetzen. Die „Berliner Richtung“ der deutschen Rassenhygiene ging damit auf Distanz zur völkischen „Münchner Richtung“, die die Überlegenheit der „nordischen Rasse“ propagierte.

## Abteilungen
Das Institut war zunächst in drei Abteilungen gegliedert: Die Abteilung für Anthropologie leitete Eugen Fischer, die für menschliche Erblehre der Humangenetiker Otmar von Verschuer (NSDAP) und die für Eugenik Hermann Muckermann. Nach der Machtübernahme der Nationalsozialisten schied Muckermann auf politischen Druck aus, sein Nachfolger wurde Fritz Lenz (NSDAP), der die Eugenik-Abteilung in „Abteilung für Rassenhygiene“ umbenannte. In späteren Jahren veränderte sich die Struktur des Instituts mehrmals, unter anderem wurden Abteilungen für Erbpsychologie und Erbpathologie gegründet.

## Forschungsschwerpunkte

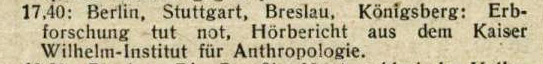
Ankündigung eines Rundfunkbeitrags zur „Erbforschung“ am Kaiser-Wilhelm-Institut für Anthropologie. 16. Juli 1933

Institutsdirektor Eugen Fischer wollte die Anthropologie von der „Schädelmesserei“ zu einer biologischen Vererbungswissenschaft weiterentwickeln. Er etablierte ein Forschungsprogramm, das die Kombination von „Rasse und Erbe“ untersuchen sollte. Zuchtversuche an Tieren, aber auch Untersuchungen von Menschen sollten den Einfluss von Erb- und Umweltfaktoren klären. Ein Schwerpunkt war von Anfang an die „Zwillingsforschung“ unter Verschuer, die die Erblichkeit von zahlreichen Krankheiten, aber auch von „Charakterzügen“ wie krimineller Neigung belegen wollte.
Im Dritten Reich trat die Forschungsarbeit zeitweise in den Hintergrund, stattdessen etablierte sich das Institut als rassenhygienische und erbbiologische Schulungsstätte. Dass die Rassenforschung keine wertfreie Wissenschaft war, zeigt sich in einer Rede Fischers kurz nach der Machtübernahme durch die Nationalsozialisten. „Was der Darwinismus nicht fertig gebracht hatte, die Lehre von der Gleichheit der Menschen zu zerstören, das gelang der neuen Erblehre“, sagte er in seiner Funktion als Rektor der Berliner Universität. Nach der Berufung Verschuers nach Frankfurt am Main im Jahr 1935 gab es keine eigenständige Abteilung für Erblehre mehr. Die neugegründete „Abteilung für Erbpsychologie“ unter Privatdozent Kurt Gottschaldt führte die Zwillingsforschung unter psychologischem Schwerpunkt weiter.
Im Zweiten Weltkrieg formulierte Institutsdirektor Eugen Fischer mit dem Begriff der „Phaenogenetik“ ein neues Forschungsparadigma: Untersucht werden sollte, wie sich aus Erbanlagen bestimmte Erbmerkmale herausbildeten. Nachdem Verschuer im Jahr 1942 Institutsleiter wurde, nahm die medizinisch-klinische Forschung einen größeren Stellenwert ein.

## Mitwirkung an NS-Verbrechen

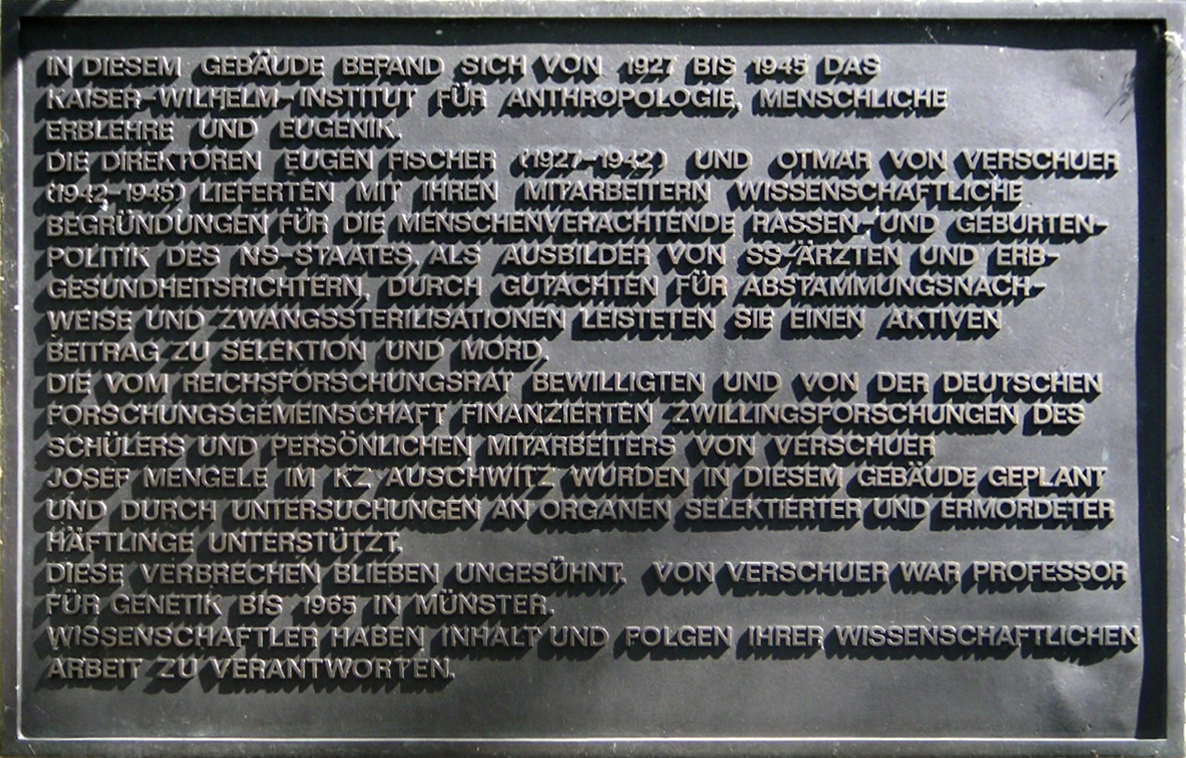
Gedenktafel zur Erinnerung an die NS-Verbrechen

Das Kaiser-Wilhelm-Institut für Anthropologie, menschliche Erblehre und Eugenik stellte sich nach einer „Selbstgleichschaltung“ in den Dienst des NS-Regimes. Auf politischen Druck rettete sich Eugen Fischer in einen Formelkompromiss, indem er die Juden in Deutschland zwar nicht als „minderwertig“, aber als „andersartig“ bezeichnete, weshalb sie als „volksfremde Elemente“ abzusondern seien. Das Institut lieferte die „wissenschaftliche“ Legitimitätsgrundlage für die Erbgesundheits- und Rassenpolitik des nationalsozialistischen Staates. Fischer und seine Institutskollegen verteidigten die Grundsätze der NS-Rassenpolitik auf internationalen Konferenzen und trugen damit dazu bei, den außenpolitischen Druck auf das NS-Regime zu vermindern.
Als Gutachter nahmen die Institutsmitarbeiter an der Erfassung und Aussonderung von Juden, Sinti und Roma, „Rheinlandbastarden“, „Fremdvölkischen“ und „Erbkranken“ teil – was für die Betroffenen häufig die Zwangssterilisierung oder die Einweisung in ein Konzentrationslager bedeutete. Auch an Planungen im Rahmen des „Generalplans Ost“ und eines beabsichtigten Kolonialreichs im Norden Afrikas war das Institut beteiligt.
Die Wissenschaftler des Instituts griffen in ihren anthropologischen Untersuchungen auf Menschen zurück, denen das Recht über den eigenen Körper abgesprochen wurde – etwa KZ-Häftlinge, Kriegsgefangene und Minderjährige. Anfang 1943 arbeitete Josef Mengele, der in Frankfurt am Main bei Verschuer promoviert hatte, am Institut mit. Während seiner Tätigkeit als Lagerarzt im Konzentrationslager Auschwitz sendete Mengele Blutproben und Leichenteile zur Untersuchung nach Dahlem.
Eine Gedenktafel am Eingang des Institutsgebäudes Ihnestraße 22 (heute Sitz des Otto-Suhr-Instituts für Politikwissenschaft der Freien Universität Berlin) erinnert an die Verstrickung des Kaiser-Wilhelm-Instituts in die NS-Verbrechen. Die Behauptung auf der Tafel, wonach Mengeles Zwillingsforschung in Auschwitz im Institut geplant wurde, lässt sich jedoch nach der neueren Forschung in dieser Form nicht aufrechterhalten.
Mit dem Kaiser-Wilhelm-Institut für Hirnforschung in Berlin-Buch gab es seit 1933 eine enge Zusammenarbeit, insbesondere in der Mutations- und Strahlen-Forschung, die in diesem Institut eine selbständige Abteilung unter der Leitung von Nikolai Wladimirowitsch Timofejew-Ressowski besaß.

## Finanzierung
Das Institut wurde vor allem durch staatliche Stellen finanziert. Während das Institut in der Weimarer Republik immer wieder Finanzierungsengpässe hatte, sorgten die Nationalsozialisten für eine intensive Förderung der Rassenforschung. Großzügige Finanzierung erfuhr das Institut von der US-amerikanischen Rockefeller-Stiftung von 1932 bis 1935 für die Zwillingsforschung von Otmar von Verschuer.

## Das Ende des Instituts
Das Institut wurde 1943 kriegsbedingt nach Beetz/Mark und Rottmannshagen bei Stavenhagen sowie nach Lübbecke teilverlagert. In den letzten Monaten trug es einen neuen Namen: Zum 70. Geburtstag des Institutsgründers wurde das Forschungszentrum im Juni 1944 in „Eugen-Fischer-Institut“ umbenannt. 1945 wurde das Institut weiter von Berlin-Dahlem nach Solz bei Bebra verlagert.
Nach Kriegsende 1945 wurde das Institut nicht weitergeführt. Nur die in Berlin verbliebene Abteilung für experimentelle Erbpathologie wurde 1953 als Max-Planck-Institut für vergleichende Erbbiologie und Erbpathologie in die Max-Planck-Gesellschaft übernommen. Im Jahr 1964 entstand hieraus das Max-Planck-Institut für molekulare Genetik.
Zahlreiche Wissenschaftler konnten ihre Karrieren in der Bundesrepublik Deutschland fortsetzen. Verschuer erhielt 1951 eine Professur für Humangenetik in Münster, die er bis zu seiner Emeritierung 1965 innehatte. Der „Dahlemer Kreis“ ehemaliger Institutsmitarbeiter übte einen entscheidenden Einfluss auf die Humangenetik und Anthropologie im Nachkriegsdeutschland aus.

## Mitarbeiter

### Direktoren
- 1927–1942 Eugen Fischer, 1943–1967 Auswärtiges Wissenschaftliches Mitglied der Kaiser-Wilhelm-Gesellschaft
- 1942–1948 Otmar von Verschuer, zuvor 1934–1935 Wissenschaftliches Mitglied, 1935–1942 Auswärtiges Wissenschaftliches Mitglied der Kaiser-Wilhelm-Gesellschaft

### Weitere wissenschaftliche Mitarbeiter
- 1927–1929 Lothar Loeffler
- 1931–1945 Wolfgang Abel
- 1933–1935 Wolfgang Lehmann
- 1934–1936 Johann Schaeuble
- 1934–1945 Fritz Lenz
- 1935–1939 Horst Geyer
- 1941–1945 Hans Nachtsheim
- 1941–1945 Karin Magnussen
- 1942–1943 Siegfried Liebau
- –1945 Lieselotte Block